# Автомобільні шляхи Криму
Автомобі́льні шляхи́ Криму — мережа доріг на території Автономної Республіки Крим, що об'єднує між собою населені пункти та окремі об'єкти та призначена для руху транспортних засобів, перевезення пасажирів та вантажів.

## Дороги державного значення

### Міжнародні автомобільні дороги
| Індекс та номер дороги | Назва шляху | Маршрут у межах республіки | Протяжність у межах республіки, км |
| ---------------------- | ----------- | --- | ---------------------------------- |
| E97 М17                |             | Херсонська область — Армянськ Т 2202 — Красноперекопськ Н05 — Воїнка Т 0107 — Джанкой М18 — Т 0110 • Т 0112 — Совєтський — Т 0113 — Владиславівка — Феодосія Р23 • Р29 — Красногірка Т 0114 — Керч | 304 км                             |
| E105 М18               |             | Херсонська область — Джанкой М17 — Красногвардійське Т 0110 — Сімферополь Н05 • Н06 • Р23 • Р25 • Т 0106 — Обхід Сімферополя (12,1 км) — Алушта Р29 • Р34 — Ялта Н19 • Р34 • Т 0117 • Т 2703       | 215 км                             |

### Національні автомобільні дороги
| Індекс та номер дороги | Назва шляху | Маршрут у межах республіки | Протяжність у межах республіки, км |
| ---------------------- | ----------- | --- | ---------------------------------- |
| Н05                    |             | Красноперекопськ М17 — Воронцівка Т 0107 — Войкове Т 0102 — Під'їзд до Міжнародного аеропорту «Сімферополь» (1 км) — Мирне Т 0101 — Сімферополь М18 • Н06 • Р23 • Р25 • Т 0106 | 116 км                             |
| Н06                    |             | Сімферополь М18 • Н05 • Р23 • Р25 • Т 0106 — Новопавлівка Т 0116 — Бахчисарай Т 0117 • Т 2701 — Севастопольська міська рада                                                    | 42 км                              |
| Н19                    |             | Ялта М18 • Р34 • Т 0117 • Т 2703 — Алупка Т 2703 — Олива Т 2703 — Севастопольська міська рада                                                                                  | 40 км                              |

### Регіональні автомобільні дороги
| Індекс та номер дороги | Назва шляху | Маршрут у межах республіки                                                                                               | Протяжність у межах республіки, км |
| ---------------------- | ----------- | --- | ---------------------------------- |
| Р16                    |             | Під'їзди до спецоб'єктів                                                                                                 | 86 км                              |
| Р23                    |             | Сімферополь М18 • Н05 • Н06 • Р25 • Т 0106 — Білогірськ Т 0112 — Грушівка Р35 — Первомайське Т 0113 — Феодосія М17 • Р29 | 109,6 км                           |
| Р25                    |             | Сімферополь М18 • Н05 • Н06 • Р23 • Т 0106 — Саки Т 0104 — Євпаторія Т 0108 • Т 0111                                     | 53 км                              |
| Р29                    |             | Алушта М18 • Р34 — Судак Р35 — Феодосія М17 • Р23                                                                        | 121,3 км                           |
| Р34                    |             | Алушта М18 • Р29 — Ялта М18 • Н19 • Т 0117 • Т 2703                                                                      | 77,4 км                            |
| Р35                    |             | Грушівка Р23 — Судак Р29                                                                                                 | 20,2 км                            |

### Територіальні автомобільні дороги
| Індекс та номер дороги | Назва шляху                                   | Маршрут у межах республіки                                                            | Протяжність у межах республіки, км |
| ---------------------- | --------------------------------------------- | ------------------------------------------------------------------------------------- | ---------------------------------- |
| Т 0101                 | Обхід м. Сімферополя на ділянці Мирне — Дубки | Мирне Н05 — Дубки Т 0106                                                              | 7,3 км                             |
| Т 0102                 | Сєверне — Войкове                             | Войкове Т 0102 — Сєверне Т 0111                                                       | 26,1 км                            |
| Т 0104                 | Саки — Орлівка                                | Саки Р25 — Роздолля Т 0106 — Севастопольська міська рада                              | 33 км                              |
| Т 0105                 | Танкове — Оборонне                            | Танкове Т 0117 — Севастопольська міська рада                                          | 7 км                               |
| Т 0106                 |                                               | Сімферополь М18 • Н05 • Н06 • Р23 • Р25 — Дубки Т 0101 — Роздолля Т 0104 — Миколаївка | 35 км                              |
| Т 0107                 | Чорноморське — Воїнка                         | Воїнка М17 — Воронцівка Н05 — Роздольне Т 0111 — Чорноморське Т 0108                  | 120,6 км                           |
| Т 0108                 |                                               | Чорноморське Т 0107 — Євпаторія Р25 • Т 0111                                          | 67,2 км                            |
| Т 0110                 |                                               | Красногвардійське М18 — Нижньогірський Т 0112 — М17                                   | 36,2 км                            |
| Т 0111                 |                                               | Роздольне Т 0107 — Сєверне Т 0102 — Євпаторія Р25 • Т 0108                            | 67,6 км                            |
| Т 0112                 |                                               | Білогірськ Р23 — Нижньогірський Т 0110 — М17                                          | 54,1 км                            |
| Т 0113                 |                                               | Первомайське Р23 — М17 — Кіровське                                                    | 17,8 км                            |
| Т 0114                 |                                               | М17 — Леніне                                                                          | 4,1 км                             |
| Т 0116                 |                                               | Новопавлівка Н06 — Научний                                                            | 14 км                              |
| Т 0117                 |                                               | Бахчисарай Н06 • Т 2701 — Танкове Т 0105 — Ялта М18 • Н19 • Р34 • Т 2703              | 69,9 км                            |

Частково територією області проходять територіальні автомобільні дороги інших областей та міст державного значення
| Індекс та номер дороги | Назва шляху             | Маршрут у межах республіки                                                           | Протяжність у межах республіки, км |
| ---------------------- | ----------------------- | ------------------------------------------------------------------------------------ | ---------------------------------- |
| Т 2202                 | Нова Каховка — Армянськ | Херсонська область — Армянськ М17                                                    | 13 км                              |
| Т 2701                 |                         | Севастопольська міська рада — Бахчисарай Н06 • Т 0117                                | 19 км                              |
| Т 2701                 |                         | Ялта М18 • Н19 • Р34 • Т 0117 — Алупка Н19 — Олива Н19 — Севастопольська міська рада | 35 км                              |

## Дороги місцевого значення

### Обласні автомобільні дороги
| Індекс та номер дороги | Маршрут у межах республіки | Протяжність у межах республіки, км |
| ---------------------- | -------------------------- | ---------------------------------- |